# Николя Лотарингский
Николя Лотарингский (фр. Nicolas de Lorraine; 16 октября 1524, Бар-ле-Дюк — 23 января 1577) — представитель Лотарингского дома, второй сын Антуана II Доброго, герцога Лотарингии и Рене де Бурбон, дамы де Меркёр. Ранее епископ Меца в 1543 — 1548 гг. и Вердена в 1544 — 1548 гг., позже граф де Водемон в 1548 — 1577 гг., принц де Меркёр в 1563 — 1569 гг., маркграф де Номени в 1567 — 1577 гг., 1-й герцог де Меркёр в 1569 — 1577 гг. Отец королевы Франции Луизы Лотарингской.

## Биография
Родился в Бар-ле-Дюк, 16 октября 1524 года, в семье герцога Лотарингии Антуана II и Рене де Бурбон-Монпансье, дамы де Меркёр, французской принцессы крови, дочери Жильбера де Бурбона, 5-го графа де Монпансье и мантуанской принцессы Клары Гонзага.
Изначально предназначавшийся для духовной карьеры, должен был пойти по стопам своего дяди кардинала Жана Лотарингского и в 1543 году был назначен епископом Меца, а позже и Вердена.
В июне 1545 года после смерти старшего брата герцога Лотарингии Франсуа I и вступления на престол его двухлетнего сына Карла III, регентами герцогства стали Кристина Датская, вдова Франсуа, и сам Николя Лотарингский. В ноябре того же 1545 года лотарингское собрание знати назначило Кристину Датскую единоличной регентшей в герцогстве. Кристина Датская, стремясь сохранить независимость Лотарингии, проводила дружественную политику по отношению к испанским и австрийским Габсбургам, противостояв влиянию в герцогстве французского королевского дома Валуа.
В 1548 году, отказавшись от епископства, Николя Лотарингский получил титул графа де Водемона.
В 1552 году король Франции Генрих II Валуа, воевавший с императором Священной Римской империи Карлом V Габсбургом, посетил Лотарингию и присоединил к королевским владениям города Мец, Туль и Верден. В апреле того же года Кристина была отстранена от управления и вынуждена была покинуть герцогство. Лотарингский герцог Карл III, сын Кристины, был отправлен в Париж, где воспитывался при дворе французского короля. Генрих II назначил регентом Лотарингии графа Николя де Водемона, который находился на этой должности семь лет (1552—1559). Регент Николя Лотарингский проводил профранцузскую политику в герцогстве. В 1559 году после возвращения племянника  герцога Карла III в Нанси, Николя де Водемон лишается поста регента.
В 1563 году во Франции Николя Лотарингский был провозглашен князем де Меркёр. В 1567 году император Священной Римской империи Максимилиан II Габсбург назначил Николя Лотарингского, графа де Водемона, маркграфом Номени и имперским князем. В 1569 году стал первым герцогом де Меркёр и пэром Франции. Был награждён французским орденом Святого духа.
В январе 1577 года 52-летний Николя Лотарингский, 1-й герцог де Меркёр, скончался. Ему наследовал старший сын от второго брака, Филипп Эммануэль Лотарингский, 2-й герцог де Меркёр.

## Семья и дети
Николя Лотарингский был трижды женат. 1 мая 1549 года женился первым браком на Маргарите д’Эгмонт (1517—1554), дочери графа Жана IV д’Эгмонта (1499—1528), 2-го графа де Эгмонта (1516—1528), и Франсуазы Люксембургской (ум. 1557), от брака с которой имел сына и трех дочерей:
- Маргарита Лотарингская (род. 1550 и умерла в детстве)
- Екатерина Лотарингская (род. 1551 и умерла в детстве)
- Генрих Лотарингский (род. 1552 и умер в детстве), граф де Шалегни
- Луиза Лотарингская (1553—1601), с 13 февраля 1575 года жена короля Франции Генриха III Валуа (1574—1589).

24 февраля 1555 года вторично женился в Фонтенбло на Жанне Савойской (1532—1568), дочери Филиппа Савойского (1490—1533), герцога Неверского (1528—1533), и Шарлотты Орлеанской (1512—1549), от брака с которой имел четырёх сыновей и двух дочерей:
- Филипп Эммануэль Лотарингский (1558—1602), 2-й герцог де Меркёр, губернатор Бретани
- Шарль Лотарингский (1561—1587), кардинал де Водемон, епископ Туля и Вердена
- Жанна Лотарингская (род. в 1563 и умерла в детстве)
- Маргарита Лотарингская (1564—1625), 1-й муж с 24 сентября 1581 года Анн де Батарне (1561—1587), герцог же Жуайез; 2-й муж с 31 мая 1599 года Франсуа де Люксембург (ум. 1613), герцог де Пине
- Клод Лотарингская (род. 1566 и умер в детстве)
- Франсуа Лотарингский (1567—1596), маркиз де Шоссен.

11 мая 1569 года в третий раз в Реймсе женился на Екатерине Лотарингской (1550—1606), дочери Клода Лотарингского (1526—1573), 2 герцога де Омаль (1550—1573), и Луизы де Брезе (1518—1577). Дети:
- Генрих Лотарингский (1570—1600), маркиз де Мои и граф де Шалиньи
- Кристина Лотарингская (род. в 1571 и умерла в детстве)
- Антуан Лотарингский (1572—1587), аббат де Больё и епископ Туля
- Луиза Лотарингская (род. в 1575 и умерла в детстве)
- Эрик Лотарингский (1576—1623), епископ Вердена.